# Tinguiririca (Chile)
Tinguiririca es una localidad situada cerca del estero Antivero, en la Región del Libertador Bernardo O'Higgins, perteneciente a la comuna de Chimbarongo, en Chile.

## Historia
La Historia se remonta a 1922, en el Gobierno de Alessandri, cuando fue formada la comuna y subdelegacion de Tinguiririca, quien pertenecía al Departamento de San Fernando.
Luego, en 1928, el presidente Ibáñez del Campo con el Decreto con Fuerza de Ley N.º 8.583 suprime la comuna de Tinguiririca, quedando en la Subdelegacion de San Fernando y en la comuna de Tinguiririca.

## Geografía
La comuna se ubica en un cruce que lleva su nombre y su población, según el censo de 2017, es de 2.619 habitantes.
Cuenta con un Club deportivo del mismo nombre, cuerpo de bomberos, Escuela (F-407 Juan de Dios Aldea), Junta de Vecinos y un hotel europeo. 